# Programa de Combate Moderno del Ejército
El Programa de Combate Moderno del Ejército (en inglés estadounidense: Modern Army Combatives Program) (MACP) es un programa de entrenamiento y aprendizaje de técnicas de combate cuerpo a cuerpo del Ejército de los Estados Unidos.

## Historia

### Siglo XX
Fairbairn y Sykes habían servido anteriormente en las Fuerzas Armadas Británicas. Fairbairn y Sykes estuvieron en la República de China y enseñaron a la Policía de la Concesión Internacional de Shanghái, unas técnicas rápidas, efectivas y sencillas para luchar con o sin armas, en situaciones de lucha cuerpo a cuerpo.
Las habilidades de combate estadounidenses en la Segunda Guerra Mundial fueron desarrolladas en gran medida por los instructores militares británicos William E. Fairbairn y Eric A. Sykes. También conocidos por la invención del Cuchillo de combate Fairbairn–Sykes.
Fairbairn y Sykes ofrecieron una capacitación similar a los Comandos Británicos y a la Primera Fuerza de Servicio Especial, una unidad militar mixta estadounidense y canadiense, a la Oficina de Servicios Estratégicos (OSS), a los Rangers del Ejército de Estados Unidos (US Army) y al Regimiento Raider del Cuerpo de Marines de Estados Unidos (USMC). Fairbairn llamó a este sistema de combate Defendu, y publicó varias obras y escritos sobre el mismo, al igual que su colega estadounidense el militar Rex Applegate.
Las operaciones contra grupos insurgentes, los conflictos como la Guerra de Vietnam, las guerras de baja intensidad, y las tácticas de guerrilla urbana, tuvieron una gran importancia después de la Segunda Guerra Mundial.
El sistema de combate LINE, fue adoptado en 1998 por las Fuerzas Especiales del Ejército de los Estados Unidos, la instrucción  militar se realizaba en el Fuerte Liberty, en Carolina del Norte.

### Siglo XXI
En 2001, el sargento primero Matt Larsen, estableció la Escuela de Combate del Ejército de los Estados Unidos en el Fuerte Moore, en Georgia, Estados Unidos. A los estudiantes se les enseña las técnicas del manual de campo de combate, escrito por Larsen. El objetivo del programa es enseñar a los soldados a entrenar para darles las técnicas adecuadas para cualquier situación dada. La idea principal es que toda la habilidad real se desarrolla después del entrenamiento inicial, y solo si el entrenamiento se convierte en algo rutinario.
En 2002 el Cuerpo de Marines de los Estados Unidos (USMC) reemplazó el sistema de combate LINE por el Programa de Artes Marciales del Cuerpo de Marines (MCMAP).
En 2007, el Ejército de los Estados Unidos adoptó el Programa de Combate Moderno del Ejército (MACP), con la publicación del manual de campo del Ejército. El MACP se basa en sistemas de combate como la Lucha libre olímpica, el Krav Magá israelí, el Jiu-jitsu brasileño (BJJ), el Judo, el Sambo, el Muay Thai, el Boxeo y la Eskrima filipina, que pueden integrarse por completo en las tácticas del combate cuerpo a cuerpo y en los métodos de entrenamiento militar y policial actuales. En agosto de 2007, el entrenamiento MACP empezó a ser requerido en cada unidad del Ejército estadounidense. El sistema LINE fue reemplazado por el Programa de Combate Moderno del Ejército (MACP) en octubre de 2007.
En enero de 2008, el Programa de Combate Moderno del Ejército, se adoptó como base para el Programa de Combate de la Fuerza Aérea de los Estados Unidos.

## Sistema de combate moderno
Las técnicas iniciales son simplemente un aprendizaje útil para enseñar los conceptos más importantes, como dominar a un oponente con una posición superior del cuerpo durante la lucha en el suelo, o cómo controlar al rival durante el clinch. Se enseñan ejercicios pequeños y fácilmente repetibles, en los que los practicantes pueden aprender múltiples técnicas relacionadas rápidamente. Por ejemplo, el ejercicio uno enseña varias técnicas: Por ejemplo, como escapar de los golpes, mantener la montura, escapar de la montura, mantener la guardia, pasar la guardia, conseguir y mantener el control lateral, prevenir y conseguir la montura. El ejercicio se puede completar en menos de un minuto y se puede realizar repetidamente con diferentes niveles de resistencia para maximizar los beneficios del entrenamiento, mediante la formación y el entrenamiento se consigue motivar a los soldados y a los miembros de las diferentes unidades militares para que aprendan un sistema de combate cuerpo a cuerpo.
Los nuevos soldados comienzan su entrenamiento de combate el tercer día del entrenamiento militar inicial, al mismo tiempo que reciben su fusil de combate por primera vez. El entrenamiento comienza con aprender a mantener el control del arma en una pelea. Luego, a los soldados se les enseña cómo obtener el control de un enemigo potencial en el rango más lejano posible para mantener su flexibilidad táctica, cuáles son las opciones tácticas y cómo implementarlas. 
Las tres opciones básicas que se enseñan al encontrarse con un oponente o resistente enemigo son: 
- Zafarse del rival y recuperar el control del arma principal.
- Obtener una posición ventajosa y usar una arma secundaria.
- Recortar la distancia al objetivo y tomar el control de la situación para terminar con el enfrentamiento.

Durante los ejercicios de graduación, el alumno debe reaccionar al contacto con el enemigo llevando puesto el equipo de combate, debe ejecutar la opción táctica que sea más adecuada para cada situación concreta, y debe participar en varios combates competitivos utilizando las reglas básicas de combate. 
La escuela de combate imparte cuatro cursos de certificación de instructores. No se espera que los estudiantes del primer curso tengan ningún conocimiento previo de combate al empezar el curso. A los reclutas se les enseñan las técnicas fundamentales que están diseñadas para aprender los principios fundamentales del entrenamiento de combate. Las técnicas básicas forman un marco sobre el cual se puede construir el resto del programa y se enseñan como una serie de ejercicios que se pueden realizar como parte del entrenamiento físico diario. Si bien el curso está basado en el agarre, no pierde de vista el hecho de que es un curso diseñado para los soldados que entran en combate. Se enseña a los reclutas que aunque las técnicas de combate cuerpo a cuerpo se pueden usar para matar o incapacitar a un enemigo en una pelea, en el combate real es importante contar con aliados y disponer de armas de fuego. 
Los cursos posteriores se basan en realizar proyecciones, lanzamientos y derribos de lucha libre olímpica y judo, desarrollar las habilidades de golpeo mediante la práctica del boxeo y el muay thai, entrenar la lucha en el suelo con la enseñanza del jiu-jitsu brasileño y el sambo ruso, entrenar la lucha con armas y el combate cuerpo a cuerpo mediante el aprendizaje de la eskrima filipina, así como el entrenamiento en las diferentes artes marciales occidentales, todo esto combinado con llevar a cabo el entrenamiento de los múltiples diferentes escenarios posibles y los distintos niveles de las competiciones de combate.
Otros sistemas de combate incluyen el Sanda chino, el Sambo ruso y el Kapap israelí. La prevalencia y el estilo del entrenamiento de combate cambia según la necesidad percibida, incluso en tiempos de paz, las fuerzas especiales y las unidades de comando tienden a hacer mucho más hincapié en el combate cuerpo a cuerpo que la mayoría del personal, al igual que los guardias de las embajadas o las unidades paramilitares, la policía o los equipos de lucha antiterrorista de los SWAT.
Hay varias razones por las que se imparte el curso de combate moderno: 
- Para enseñar a los miembros de las fuerzas armadas estadounidenses a protegerse contra las posibles amenazas sin usar sus armas de fuego.
- Para ofrecer una respuesta no letal a las diferentes situaciones que se pueden dar en el campo de batalla.
- Para inculcar el instinto guerrero a las tropas y proporcionar el nivel de agresividad necesario para enfrentar al enemigo sin pestañear.